# Yamagata (Nagano)
Yamagata (jap. 山形村 Yamagata-mura) – wieś w Japonii, na wyspie Honsiu, w prefekturze Nagano. Według danych na rok 2020 miejscowość zamieszkiwało 8 400 mieszkańców , a gęstość zaludnienia wyniosła 336,3 os./km².